# 東京都立商科短期大学
東京都立商科短期大学（とうきょうとりつしょうかたんきだいがく、英語: Tokyo Metropolitan College of Commerce）は、東京都昭島市東町3-6-33に本部を置いていた日本の公立大学である。1954年に設置され、2001年に廃止された。大学の略称は商短、TMC。　　

## 概要

### 大学全体
- 東京都昭島市及び東京都中央区に所在した日本の公立短期大学で、設置主体は東京都[1]。
- 1954年に東京都江東区において開学。当初は1学科入学総定員120名体制。東京都中央区及び昭島市にキャンパスがおかれ、最終的には昼間部1学科・夜間部2学科体制をとる。
- 1995年度の入学生を最後に[注釈 3]、同名称の短期大学の名称が消滅[3]。

### 教育および研究
- 東京都立商科短期大学は、商学や経営学に特化した教育が行われていた。第二部は修業年限3年制となっていた。

### 学風および特色
- 東京都立商科短期大学には、夜間課程があり勤労学生も少なからずいた。
- 昭島キャンパスは、東京都立立川短期大学と同キャンパスだったという珍しい短大で1968年まで立川短期大学にも商科II部の学生募集が行われていた。廃学寸前の時点では、中央区に経営学科第二部のキャンパスがあった。
- 中国引揚者子女特別入試があった。

## 沿革
- 1954年
  - 2月15日 左記を以て文部省[注 3]より短期大学の設置が認可される[4]。
  - 4月1日 江東区深川越中島[5]において東京都立商科短期大学が以下の学科体制にて開学する[4]。
    - 商科 入学定員120名

  - 5月1日 学生数[6]/定員
    - 商科第一部 142[注 4]/120
- 1957年
  - 4月1日 商科に第二部を置き、以下の体制をとる[7]。
    - 商科
      - 第一部 入学定員120名
      - 第二部 入学定員100名
- 1958年
  - 5月1日 学生数/[8]定員
    - 商科 
      - 第一部 228[注 5]/240
      - 第二部 167[注 6]/200
- 1969年
  - 4月1日 商科第一部の入学定員を120→220に増員[9]。
  - 同 キャンパスを移転[注 7]。
- 1970年
  - 5月1日 学生数[12]/定員
    - 商科 
      - 第一部 401[注 8]/340
      - 第二部 426[注 9]/300
- 1973年
  - 4月1日 以下の学科を増設する[13]。
    - 経営学科第二部 入学定員80名

  - 同 商科を商学科に名称変更する[13]。
  - 5月1日 学生数[14]/定員
    - 経営学科第二部 72[注 10]/80
- 1992年
  - 5月1日 学生数[15]/定員
    - 商学科 
      - 第一部 471[注 11]/440
      - 第二部 335[注 12]/300

    - 経営学科第二部 274[注 13]/240
- 1995年
  - 4月1日 この年度で最終とする学生募集が最後となる[注釈 3]。
  - 5月1日 学生数[16]/定員
    - 商学科
      - 第一部 488[注 14]/440
      - 第二部 333[注 15]/300

    - 経営学科第二部 274[注 16]/240
- 1996年
  - 5月1日 学生数[17]/定員
    - 商学科 
      - 第一部 227[注 17]/220
      - 第二部 193[注 18]/200

    - 経営学科第二部 176[注 19]/160
- 1997年
  - 5月1日 学生数[18]/定員
    - 商学科 
      - 第一部 13[注 20]/-
      - 第二部 103[注 21]/100

    - 経営学科第二部 91[注 22]/80
- 1998年
  - 5月1日 学生数[19]/定員
    - 商学科第二部 12[注 23]/-
    - 経営学科第二部 20[注 24]/-
- 1999年
  - 5月1日 学生数[20]/定員
    - 商学科第二部 3[注釈 4]/-
    - 経営学科第二部 7[注釈 4]/-
- 2001年
  - 3月30日 左記をもって正式に廃止[3]。

## 基礎データ

### 所在地
- 昭島キャンパス（東京都昭島市東町3-6-33[注釈 1]）
- 晴海キャンパス（東京都中央区晴海1-2-1[注釈 2]）

### 象徴
- 東京都立商科短期大学のカレッジマークはトリをイメージしており、その中央部に「Tokyo Metropolitan College of Commerce」の英字略称である「T MC」の文字が記されている[21]。

## 教育および研究

### 組織

#### 学科[注 25]
- 商学科
  - 第一部 入学定員220名
  - 第二部 入学定員100名
- 経営学科第二部 入学定員80名
  - 始業は午後6時で終業が午後9時と一日80分授業が2コマとなっていた[23]。

#### 専攻科
- なし

#### 別科
- なし

#### 取得資格について
- 特には設けられていなかったが、公認会計士第二次試験や税理士試験の合格支援を行っていた。

#### 附属機関
- 図書館[24]

### 研究
- 『東京都立商科短期大学論集』[25]
- 『東京都立商科短期大学研究論叢』[26]
- 『東京都立商科短期大学経営学科研究論集』[27]
- 砂川洋幸/著 東京都立商科短期大学『工業会計の歴史的研究』[28]ほか。

## 学生生活

### 部活動・クラブ活動・サークル活動
- 東京都立商科短期大学で活動していたクラブ活動[21]
  - 体育系：テニス・軟式野球・バスケットボール・テニス・スキー・サッカーほか
  - 文化系：国際文化研究・簿記会計研究・茶道・軽音楽・コンピューター・会計・華道ほか（第一部・第二部にそれぞれクラブ組織があった）

### 学園祭
- 東京都立商科短期大学の学園祭は概ね10月に行われていた[21]。

### スポーツ
- 女子軟式野球部が全国大会に出場していた[21]。

## 大学関係者と組織

### 大学関係者組織
- 東京都立商科短期大学には生活協同組合があったが、東京都立立川短期大学と共同となっていた。

### 大学関係者一覧

#### 大学関係者
教員
- 江川潤：元本短大助教授。就任期間は1971年〜1976年。

## 施設

### 昭島キャンパス
- 使用学科：商学科（第一部・第二部）
- 使用専攻科：なし
- 使用附属施設：なし
- 設備：東京都立立川短期大学とキャンパスを共同使用されていた。

### 晴海キャンパス
- 使用学科：経営学科第二部
- 使用専攻科：なし
- 使用附属施設：

## 対外関係

### 系列校
- 東京都立立川短期大学
- 東京都立工業短期大学
- 東京都立航空工業短期大学
- 東京都立工科短期大学
- 東京都立医療技術短期大学

## 社会との関わり
- 公開講座が行われていた。

## 卒業後の進路について

### 編入学・進学実績
- 商学科第一部・第二部：福島大学・図書館情報大学・愛媛大学・桜美林大学・東京経済大学・明治大学・産業能率大学ほか[21]。